# 아비가일

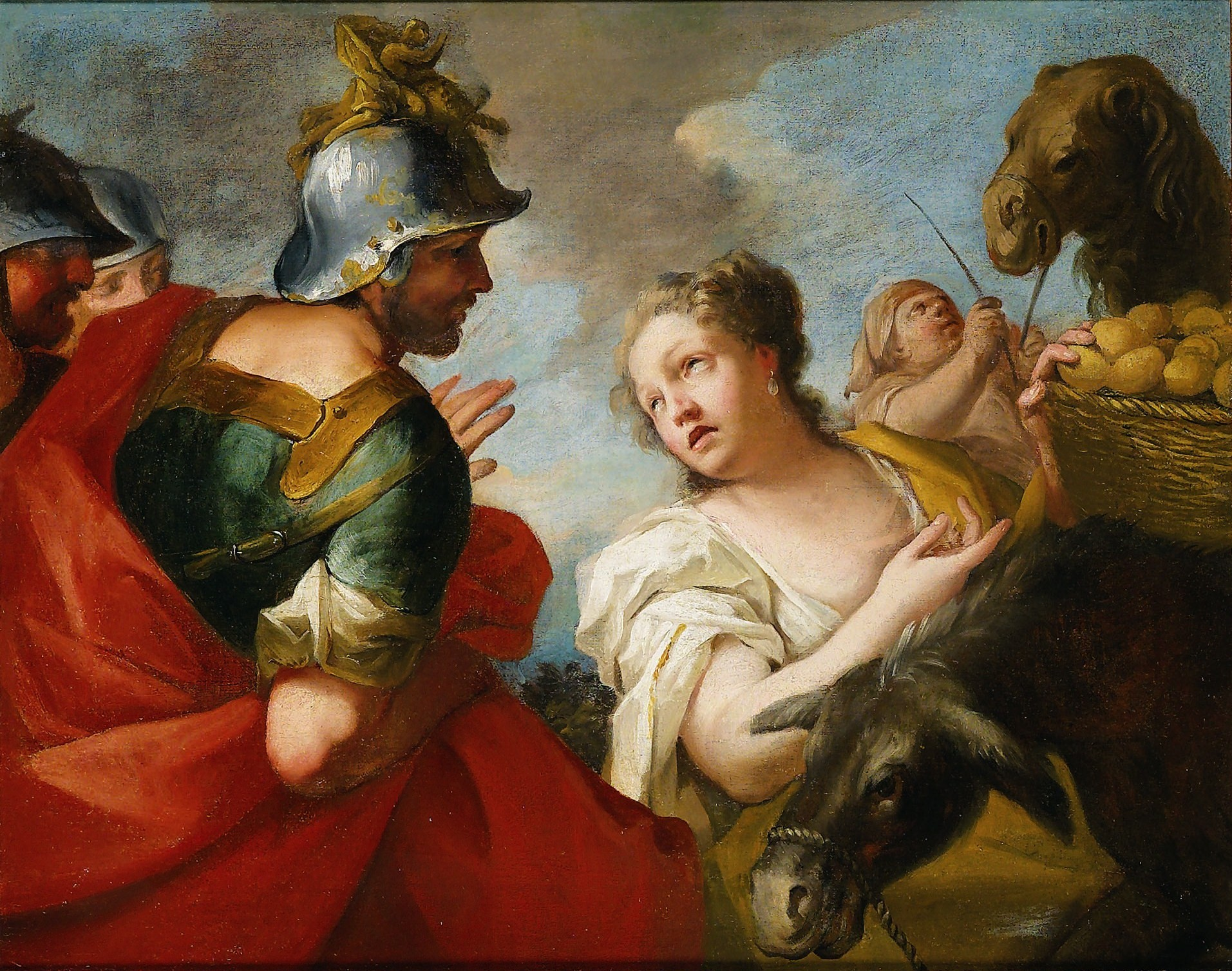

아비가일(Abigail)은 구약성경에 등장하는 여성이다. 나발의 아내였다가 나발의 사후 다윗과 결혼했다. (사무엘상 25장) 아비가일은 아히노암과 사울의 딸 미갈에 이어 다윗의 세 번째 아내였으며, 미갈은 나중에 다윗이 숨어 있을 때 라이스의 아들 발디와 결혼했다.
아비가일은 다윗의 아들 중 한 사람의 어머니가 되었는데, 그는 역대기에 다니엘이라는 이름으로, 사무엘서의 마소라 본문에는 칠레압으로, 칠십인역 사무엘하 3:3에는 달루이아로 기록되어 있다. 미국 표준역(American Standard Version)의 사무엘하 17장 25절에는 그녀의 이름이 아비갈(Abigal)로 나와 있다.